# 마스시마 다쓰야
마스시마 다쓰야(일본어: 増嶋 竜也, 1985년 4월 22일 ~ )는 일본의 전직 축구 선수로 과거 포지션은 수비수였다.

## 구단 경력
그는 2004년부터 2020년까지 J리그의 FC 도쿄, 방포레 고후, 교토 상가 FC, 가시와 레이솔, 베갈타 센다이, 제프 유나이티드 지바에서 활동하였다.

## 국가대표팀 경력
그는 2005년 FIFA 세계 청소년 축구 선수권 대회에 참가할 일본 U-20 국가대표팀에 발탁되었으며, 4경기에 출전했다.

## 수상

### 클럽
FC 도쿄
- J리그컵 : 우승 (2004)

가시와 레이솔
- J1리그 : 우승 (2011)
- 일왕배 : 우승 (2012)
- J리그컵 : 우승 (2013)
- AFC 챔피언스리그 : 4강 (2013)
- FIFA 클럽 월드컵 : 4위 (2011)
- 일본 슈퍼컵 : 우승 (2012), 준우승 (2013)
- J리그컵 / 코파 수다메리카나 챔피언십 : 우승 (2014)

### 국가대표팀
일본 U-20
- AFC U-20 아시안컵 : 3위 (2004)